# Horodîșce, Dubrovîțea
Horodîșce (în ucraineană Городище) este un sat în comuna Tumen din raionul Dubrovîțea, regiunea Rivne, Ucraina.

## Demografie
Componența lingvistică a localității Horodîșce
     Ucraineană (93,2%)
     Belarusă (3,96%)
     Rusă (2,53%)
Conform recensământului din 2001, majoritatea populației localității Horodîșce era vorbitoare de ucraineană (93,2%), existând în minoritate și vorbitori de belarusă (3,96%) și rusă (2,53%).